# Свила
Свила́ (лит. Svyla) или Сви́ла (Свилка; бел. Свіла) — река в Белоруссии и Литве, правый приток Бирветы.
Длина реки составляет 61 км. Площадь водосборного бассейна — 170 км². Средний уклон — 1,51 м/км. Скорость течения — 0,1—0,2 м/с. Средний расход воды в устье — 0,95 м³/с.
Свила начинается около деревни Рынкяны на Свенцянских грядах, в 7 км к северу от Лынтуп. Течёт в основном на северо-восток, до пересечения в верховье белорусско-литовской границы — по территории Поставского района Белоруссии, затем — в Швенчёнском и Игналинском районах Литвы. Впадает в Бирвету около деревни Пячюркос, в 3 км к юго-западу от Диджясалиса.
Притоки:
- левые: Гилута, Шакяле;
- правые: Скайступис, Аудянеле[1].